# Wschodni region statystyczny
Wschodni region statystyczny (mac. Источен регион) – jeden z ośmiu regionów statystycznych w Macedonii Północnej.
Powierzchnia regionu wynosi 3537 km², liczba ludności według spisu powszechnego z 2002 roku wynosiła 181 858 osób, zaś według szacunków w 2016 roku 176 262 osób.
Region wschodni graniczy z Bułgarią, regionem południowo-wschodnim, wardarskim, skopijskim oraz północno-wschodnim.

## Gminy w regionie
- Berowo
- Winica
- Dełczewo
- Zrnowci
- Karbinci
- Koczani
- Łozowo
- Makedonska Kamenica
- Pehczewo
- Probisztip
- Sweti Nikołe
- Czeszinowo-Obleszewo
- Sztip